# Adam Back

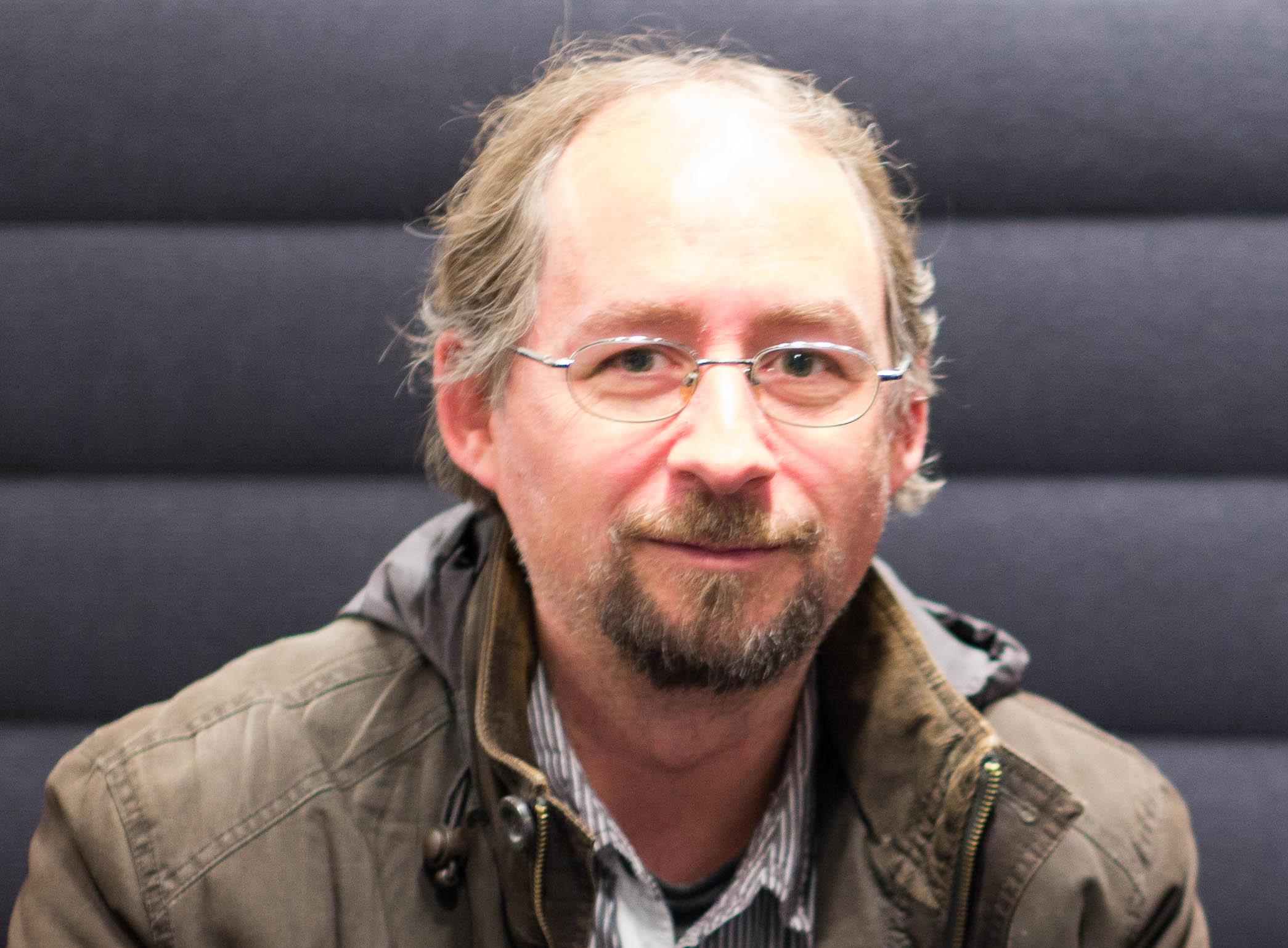
Adam Back (2014)

Adam Back ist ein britischer Kryptograph, Informatiker und Hacker.
Er ist der Erfinder von Hashcash, einem Proof-of-Work-System zum Schutz gegen Spam-Mails und Angriffen mittels Denial of Service. Er schrieb credlib, eine Programmbibliothek, die die Berechtigungsnachweissysteme von Stefan Brands und David Chaum implementiert. Er war der Erste, der die nichtinteraktive Forward-Secrecy-Sicherheitseigenschaft für E-Mail formulierte und der erste, der bemerkte, dass jede Identity Based Encryption zum Anbieten von nichtinteraktiver Forward-Secrecy benutzt werden kann. Er ist außerdem bekannt für die Pionierarbeit in der Benutzung von ultrakompaktem Code in Signature Files.

## Geschichte
Adam Back begann in den 1990ern sich auf Kryptographie-Mailinglisten aktiv zu beteiligen. Während dieser Zeit entstanden viele wissenschaftliche Abhandlungen von ihm.
Im Dezember 1995 erlangte er einen Doktorgrad in der Informatik mit der Dissertation „Parallelization of General Purpose Programs using Optimistic Techniques from Parallel Discrete Event Simulation.“
Er war die erste Person, welche nach Satoshi Nakamoto über Bitcoin wusste, da dieser ihm 2008 einen Entwurf des Whitepapers geschickt hatte. Bis heute hat Back diese E-Mail nicht öffentlich gemacht, wurde jedoch durch eine E-Mail zwischen Satoshi und Wei Dai bestätigt.
Im Jahre 2014 gründete er Blockstream, ein Unternehmen, welches sich an der Weiterentwicklung von Bitcoin beteiligt.